# Біа-Сашоніо
Біа-Сашоніо (груз. ბიო-საშონიო) — село в Грузії.
За даними перепису населення 2014 року в селі проживає 207 особи.